# Canton de Guilherand-Granges
Le canton de Guilherand-Granges est une circonscription électorale française du département de l'Ardèche, créée par le décret du 13 février 2014 et entrée en vigueur lors des élections départementales de 2015. Son chef-lieu est la commune de Guilherand-Granges.

## Histoire
Un nouveau découpage territorial de l'Ardèche entre en vigueur en mars 2015, défini par le décret du 13 février 2014, en application des lois du 17 mai 2013 (loi organique 2013-402 et loi 2013-403). Les conseillers départementaux sont, à compter de ces élections, élus au scrutin majoritaire binominal mixte. Les électeurs de chaque canton élisent au Conseil départemental, nouvelle appellation du Conseil général, deux membres de sexe différent, qui se présentent en binôme de candidats. Les conseillers départementaux sont élus pour six ans au scrutin binominal majoritaire à deux tours, l'accès au second tour nécessitant 12,5 % des inscrits au premier tour. En outre la totalité des conseillers départementaux est renouvelée. Ce nouveau mode de scrutin nécessite un redécoupage des cantons dont le nombre est divisé par deux avec arrondi à l'unité impaire supérieure si ce nombre n'est pas entier impair, assorti de conditions de seuils minimaux. En Ardèche, le nombre de cantons passe ainsi de 33 à 17. Le canton de Guilherand-Granges fait partie des huit nouveaux cantons du département, les neuf autres cantons portant la dénomination d'un ancien canton, mais avec des limites territoriales différentes.

## Représentation
| Période élective | Période élective | Mandat | Mandat   | Identité       | Nuance | Nuance | Qualité |
| ---------------- | ---------------- | ------ | -------- | -------------- | ------ | ------ | --- |
| 2015             | 2021             | 2015   | 2021     | Jacques Dubay  |        | UDI    | Commerçant Maire de Saint-Péray (depuis 2014)                                                                     |
| 2015             | 2021             | 2015   | 2021     | Sylvie Gaucher |        | UDI    | Adjointe au maire de Guilherand-Granges aux affaires sociales et aux ressources humaines puis maire (depuis 2017) |
| 2021             | 2028             | 2021   | en cours | Olivier Amrane |        | LR     | Commerçant Conseiller régional, adjoint au maire de Saint-Péray Président du conseil départemental                |
| 2021             | 2028             | 2021   | en cours | Sylvie Gaucher |        | UDI    | Conseillère sortante Maire de Guilherand-Granges 3ème vice-présidente chargée des solidarités et du handicap      |

### Résultats détaillés

#### Élections de mars 2015
Lors des élections départementales de 2015, le binôme composé de Jacques Dubay et Sylvie Gaucher (UDI) est élu au premier tour avec 50,17 % des suffrages exprimés, devant le binôme composé de Pierre Pluchot et Evelyne Roch (Union de la Gauche) 22,16 %. Le taux de participation est de 57,31 % (9 247 votants sur 16 136 inscrits) contre 55,97 % au niveau départemental et 50,17 % au niveau national.

#### Élections de juin 2021
Le premier tour des élections départementales de 2021 est marqué par un très faible taux de participation (33,26 % au niveau national). Dans le canton de Guilherand-Granges, ce taux de participation est de 36,67 % (6 238 votants sur 17 010 inscrits) contre 37,36 % au niveau départemental. À l'issue de ce premier tour, deux binômes sont en ballottage : Olivier Amrane et Sylvie Gaucher (Union à droite, 52,37 %) et Caroline Caubet-Michelas et Stéphane Lafage (DVG, 24,17 %).
Le second tour des élections est marqué une nouvelle fois par une abstention massive équivalente au premier tour. Les taux de participation sont de 34,3 % au niveau national, 40,7 % dans le département et 38,21 % dans le canton de Guilherand-Granges. Olivier Amrane et Sylvie Gaucher (Union à droite) sont élus avec 63,17 % des suffrages exprimés (3 930 voix pour 6 500 votants et 17 011 inscrits),,.

## Composition
Le nouveau canton de Guilherand-Granges comprend cinq communes entières.
| Nom                                        | Code Insee | Intercommunalité | Superficie (km2) | Population (dernière pop. légale) | Densité (hab./km2) | Modifier                                    |
| ------------------------------------------ | ---------- | ---------------- | ---------------- | --------------------------------- | ------------------ | ------------------------------------------- |
| Guilherand-Granges (bureau centralisateur) | 07102      | CC Rhône Crussol | 6,55             | 11 277 (2022)                     | 1 722              | modifier les données · modifier les données |
| Châteaubourg                               | 07059      | CC Rhône Crussol | 4,27             | 232 (2022)                        | 54                 | modifier les données · modifier les données |
| Cornas                                     | 07070      | CC Rhône Crussol | 8,33             | 2 397 (2022)                      | 288                | modifier les données · modifier les données |
| Saint-Péray                                | 07281      | CC Rhône Crussol | 24,05            | 7 591 (2022)                      | 316                | modifier les données · modifier les données |
| Saint-Romain-de-Lerps                      | 07293      | CC Rhône Crussol | 14,14            | 989 (2022)                        | 70                 | modifier les données · modifier les données |
| Canton de Guilherand-Granges               | 0707       |                  | 57,34            | 22 486 (2022)                     | 392                | modifier les données                        |

## Démographie
En 2022, le canton comptait 22 486 habitants, en évolution de +2,26 % par rapport à 2016 (Ardèche : +2,48 %, France hors Mayotte : +2,11 %).
| 2013   | 2018   | 2022   |
| ------ | ------ | ------ |
| 21 600 | 21 789 | 22 486 |